# Deux Amis (Maupassant)
Pour les articles homonymes, voir Deux amis.
Deux Amis est une nouvelle de Guy de Maupassant, parue en 1883. Elle a pour sujet principal deux personnages ordinaires, qui partent pour une partie de pêche qui finissent fusillés. La nouvelle a été initialement publiée dans la revue Gil Blas du 5 février 1883, sous le pseudonyme Maufrigneuse, puis dans le recueil Mademoiselle Fifi (1883).

## Narration
La nouvelle est inspirée d’un fait réel. Comme Boule de suif et Mademoiselle Fifi, Deux amis se déroule pendant  le siège de Paris, lors de la Guerre franco-prussienne de 1870. Le récit commence de façon bon enfant et tourne au drame. 
Deux camarades, Morissot et Sauvage, décident d’aller pêcher dans l’île Marante à Colombes malgré les consignes des occupants. Arrêtés comme espions, ils refusent de donner le mot de passe à l'officier prussien, et sont fusillés immédiatement. Les deux Parisiens connaissent le triste sort des poissons qu’ils ont pris, comme l’indique l’officier prussien : « Fais-moi frire tout de suite ces petits animaux-là pendant qu’ils sont encore vivants. Ce sera délicieux. » La brièveté de la nouvelle et l’économie de moyens mettent en relief la cruauté et l’absurdité de l’existence.

## Exposition des personnages principaux
L’onomastique des nouvelles de Guy de Maupassant renseigne souvent sur les intentions du narrateur à l’égard de ses personnages. Ainsi la répétition du son « so » dans les noms des héros des Deux amis (Sauvage et Morissot), évoque implicitement la sottise qui les a poussés à franchir les avant-postes français pendant le siège de Paris (1870).

## Situation d'énonciation
Le narrateur est extérieur à l'histoire parce qu'il utilise les pronoms : « il » et « ils ».

## Adaptations

### Cinéma
- 1946 : Deux amis de Dimitri Kirsanoff (28 minutes)
- 1959 : La Grande Guerre de Mario Monicelli (135 minutes)

### Théâtre
- 2014 : Deux amis de Philippe Hassler (65 minutes)

### Télévision
- 1962 : Deux amis de Carlo Rim (30 minutes)
- 2006 : Deux amis de Gérard Jourd'hui dans le cadre du cycle Chez Maupassant sur France 2

## Éditions
- Deux amis dans Maupassant, contes et nouvelles, texte établi et annoté par Louis Forestier, Bibliothèque de la Pléiade, éditions Gallimard, 1974  (ISBN 978 2 07 010805 3).